# Közönséges kutyabenge
A közönséges kutyabenge (Frangula alnus, korábban Rhamnus frangula) a rózsavirágúak (Rosales) rendjébe, ezen belül a bengefélék (Rhamnaceae) családjába tartozó faj. Népies nevei: büdös cseresznye, büdös kökény, büdös fa, ebsefa, harasztfa, kutyafa, puskaporfa, festőkökény, varjúbingó.

## Előfordulása
A közönséges kutyabenge csaknem egész Európa területén őshonos; ezenkívül Észak-Afrikában és Szibérián keresztül Nyugat-Kínában is megtalálható. Észak-Amerika keleti részére is betelepítették.

## Alfaja és változata
- Frangula alnus subsp. baetica (Willk. & E.Rev.) Rivas Goday ex Devesa
- Frangula alnus var. angustifolia (Loudon) Mohlenbr.

## Megjelenése
Tövistelen, 1-3 méter magas, lazán ágas cserje vagy bokorfa, sima kéreggel, csaknem vízszintesen elálló és ritkásan leveles ágakkal, melyek könnyen törnek. A kéreg fiatal korban zöld, később szürkésbarna, hosszú, keresztben álló szürkésfehér paraszemölcsökkel. A rügyek szőrösek, a rügypikkelyek hiányoznak. A levelek szórt állásúak, széles elliptikusak vagy fordított tojás alakúak, mintegy 2-7 centiméter hosszúak és 5 centiméter szélesek, olykor kisebbek. Csúcsuk röviden kihegyezett vagy levágott, szélük ép és gyengén hullámos, rajtuk a levél széle felé erősen előrehajló 7-9 érpár különösen szembetűnik.

## Életmódja
Napfényes lomberdőkben, nyirkos cserjésekben, folyóvizek mellett, lápokon fordul elő, a sík vidékektől a középhegységekig, nyirkos, mészben szegény vályogtalajokon.
A növény virágai magányosak vagy csomókba tömörülnek. Hímnős virágait rovarok porozzák be. Május–július között nyílik.
Ismertebb rovarkártevői Magyarországon:
- bengeboglárka (Celastrina argiolus),
- benge darázscincér (Clytus rhamni),

## Gyógyhatásai
Kérge tea vagy kivonat formájában használható. Hatásai: étvágyjavítás, emésztésserkentés, hashajtás, elhízás és felfúvódás ellen, kolagóg (epehajtó) és féregűző hatás, érelmeszesedés, magas vérnyomás, menstruációs zavarok. Huzamos fogyasztása nem ajánlott, mert mellékhatásként izgatja a beleket, és székrekedést is okozhat. A friss kéreg MÉRGEZŐ! hatású, csak egy évi szárítás, vagy hőkezelés után szabad felhasználni.

## Képek

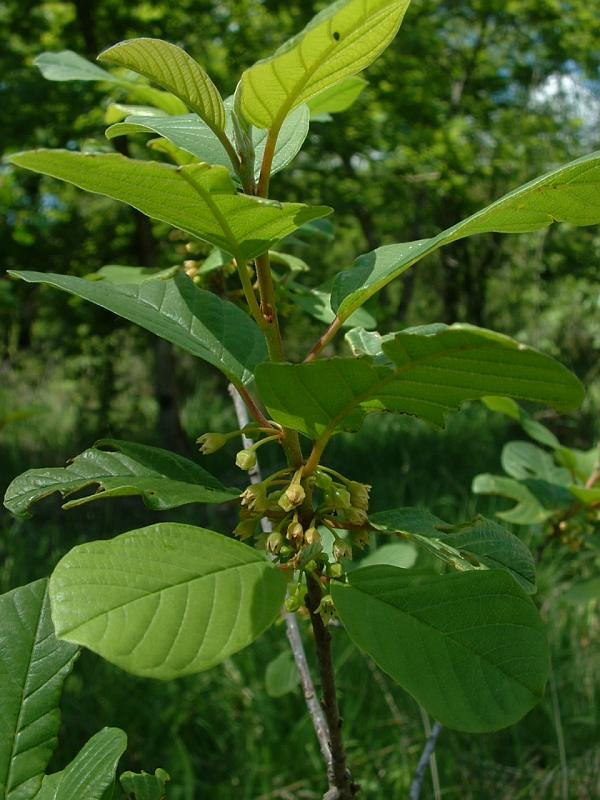
A növény virággal
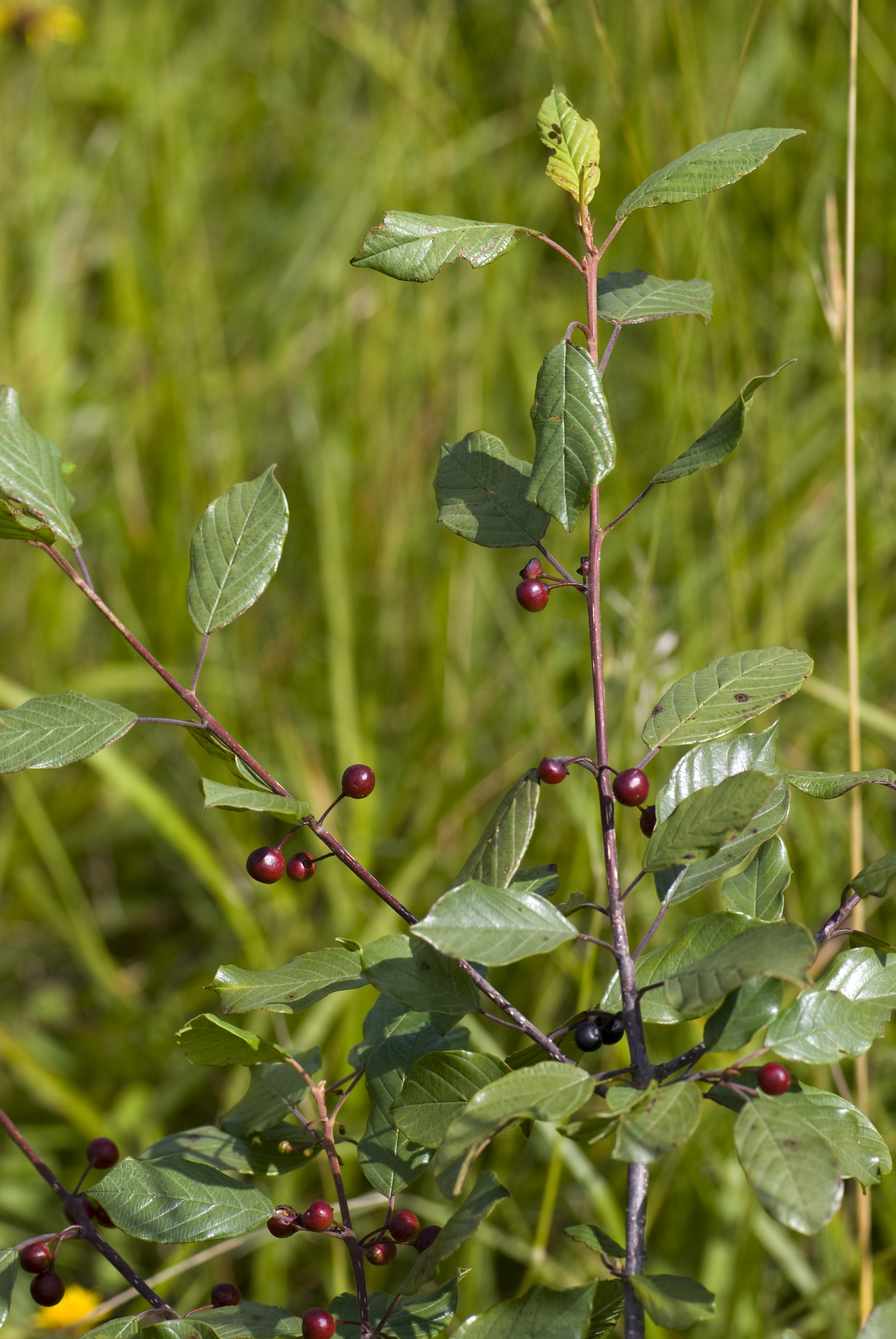
A növény gyümölccsel
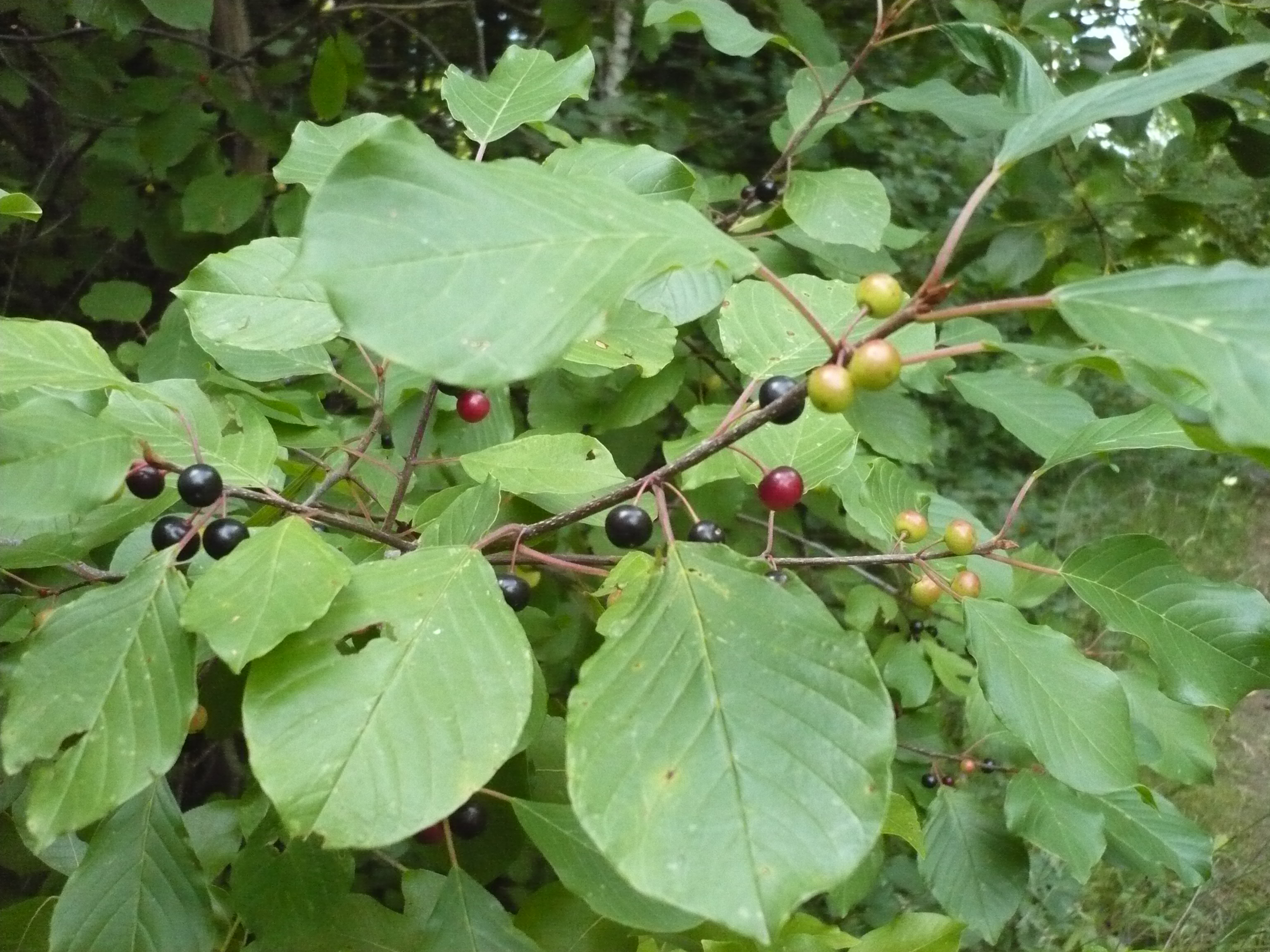
Levelek és termések
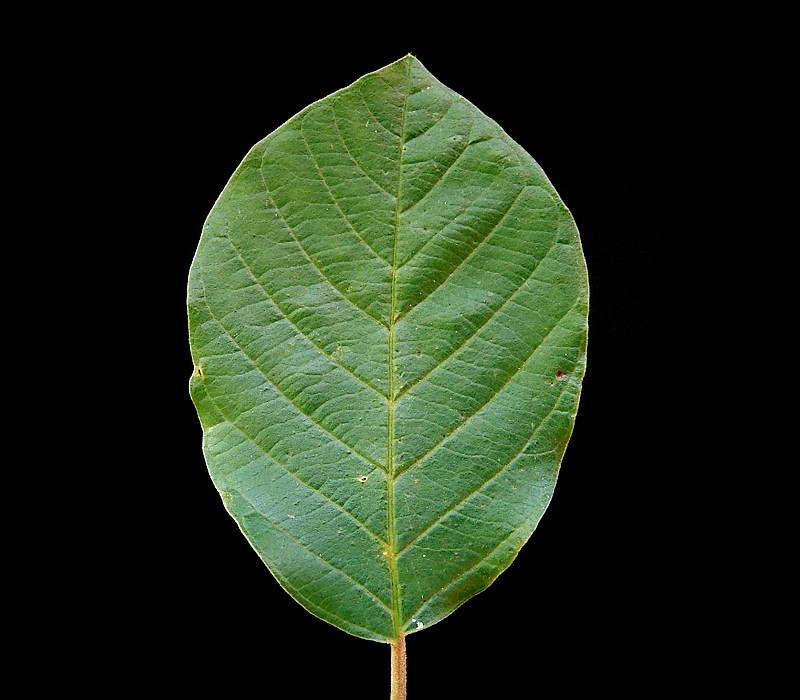
Levél, felülről
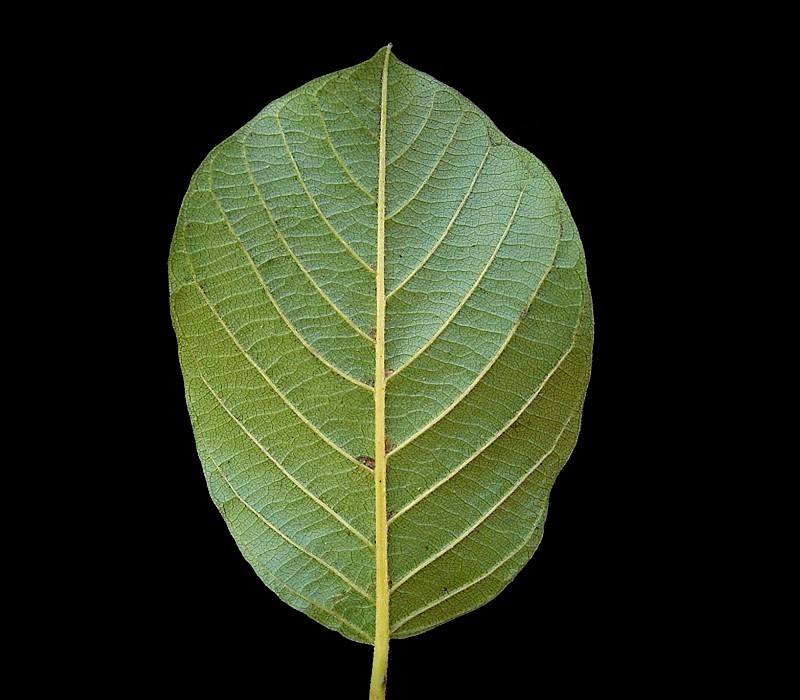
Levél, alulról
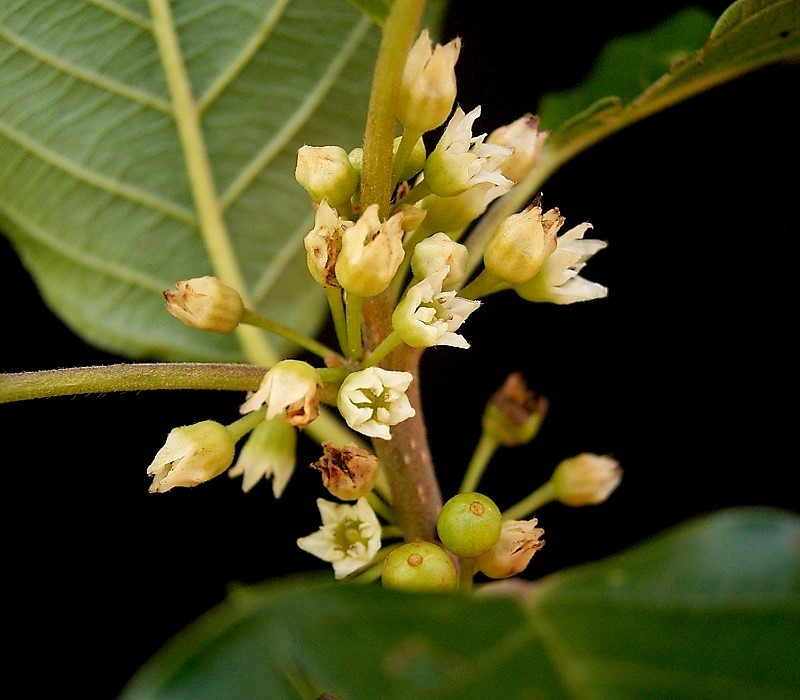
Virágok
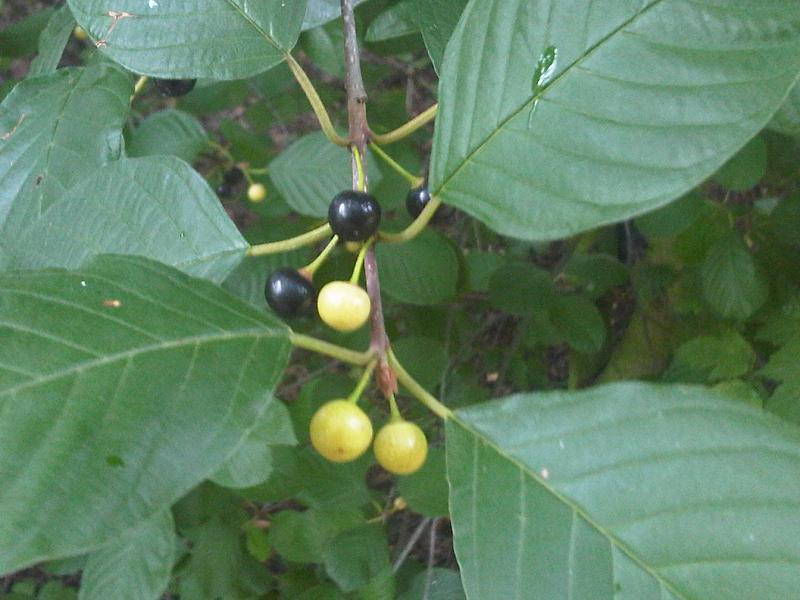
Éretlen termések,
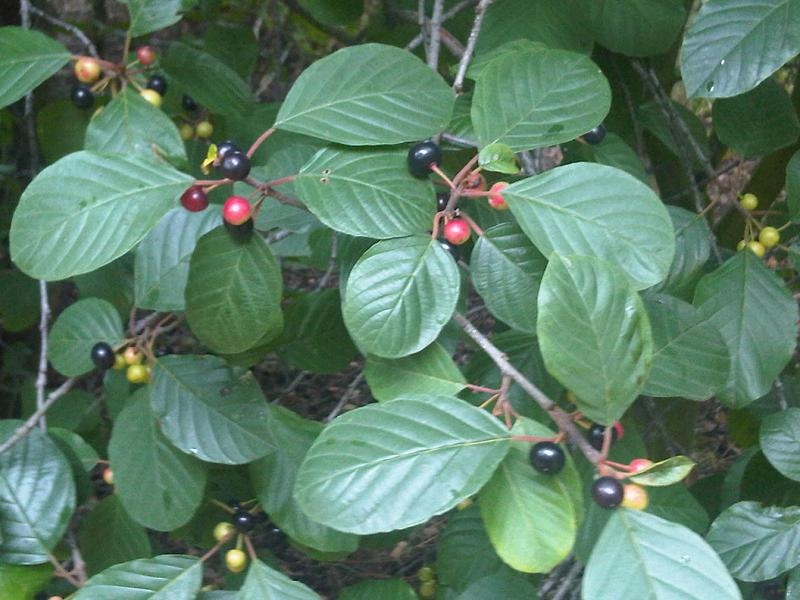
Részben érett termések
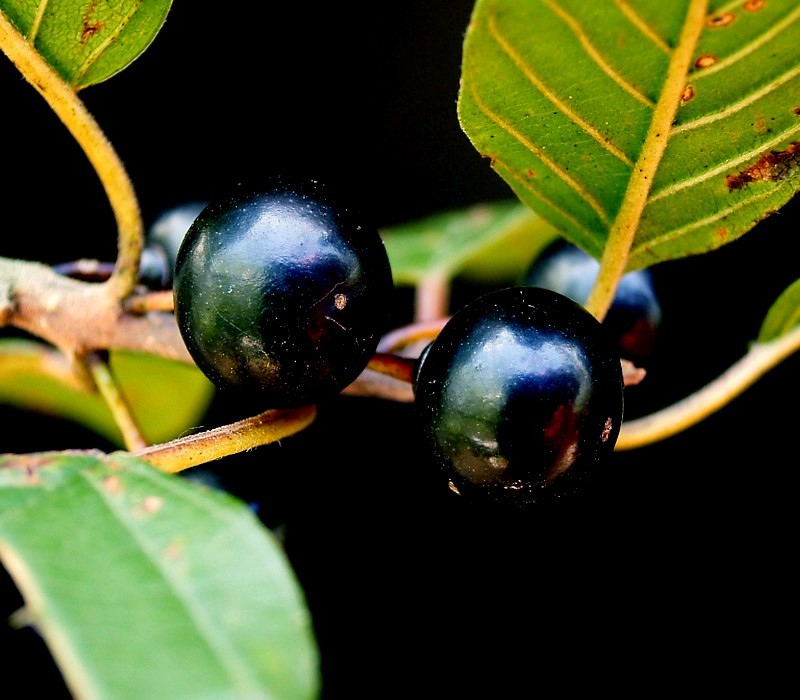
Érett termések
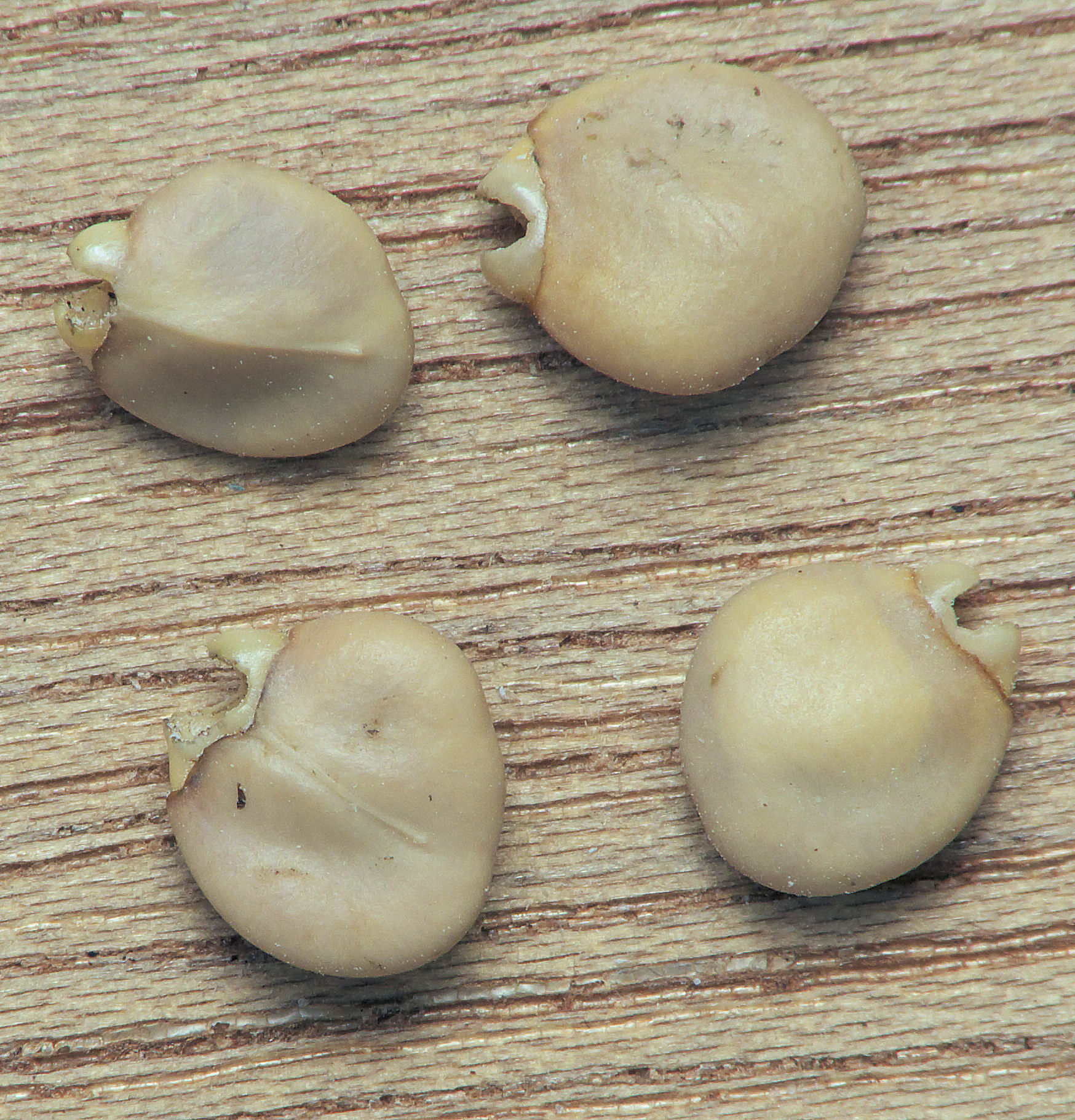
Magok